# Why Don't We Fall in Love
Singles de Amerie
"Talkin' to Me"
(2003)
Pistes de All I Have
"Talkin' to Me"
Why Don't We Fall in Love est le premier single du premier album d'Amerie All I Have. La chanson fut écrite et produite par Rich Harrison et contient un échantillon de la chanson « I've Got You Where I Want You » de Dave Grusin. « Why Don't We Fall in Love » fut entendue à la radio pour la première fois au début de l'été 2002 aux U.S., ou sa meilleure position dans les charts fut la 23e. Le single fut aussi classé dans le classement Hot R&B/Hip-Hop Songs dans les dix premiers.

## Liste des chansons
- Single américain

1. "Why Don't We Fall in Love"
2. "Got to Be There"

- Single anglais

1. "Why Don't We Fall in Love" (Album Version)
2. "Why Don't We Fall in Love" (Main Mix featuring Ludacris)
3. "Why Don't We Fall in Love" (Richcraft Remix)
4. "Why Don't We Fall in Love" (Instrumental)
5. "Why Don't We Fall in Love" (Main Mix A Cappella Version featuring Ludacris)

## Charts
| Chart (2002)                           | Meilleure position |
| -------------------------------------- | ------------------ |
| U.S. Billboard Hot 100                 | 23                 |
| U.S. Billboard Hot R&B/Hip-Hop Songs   | 9                  |
| U.S. Billboard Hot Dance Singles Sales | 3                  |
| U.S. Billboard Rhythmic Top 40         | 15                 |
| Australian ARIA Singles Chart          | 73                 |
| UK Singles Chart                       | 40                 |
| World R&B Top 30 Singles               | 4                  |

## Source
- (en) Cet article est partiellement ou en totalité issu de l’article de Wikipédia en anglais intitulé « Why Don't We Fall in Love » (voir la liste des auteurs).